# Stan Hasselgård
Åke „Stan“ Hasselgård (* 4. Oktober 1922 in Sundsvall, Schweden; † 23. November 1948 in Decatur, Illinois) war ein schwedischer Jazz-Klarinettist.

## Leben
Er wuchs in Bollnäs, etwa 250 km nördlich von Stockholm als Sohn eines dortigen Richters auf, ging zum Studium von Englisch und Kunstgeschichte nach Uppsala, mit einem Abschluss 1939. Dort leitete er die Universitäts-Danceband, die auch viel im Rundfunk übertragen wurde. 1941 spielte in einer Amateurband (Royal Swingers) Klarinette, im Stil Benny Goodman folgend. Sie gewannen im selben Jahr einen Preis im Nalen-Tanzpalast in Stockholm und Hasselgard spielte in der Folge mit Arthur Österwalls Orchester und Simon Brehms Sextett, unterbrochen vom Militärdienst 1943/44.
Nach Abschluss der Studien in Uppsala 1947 ging er nach New York City, vorgeblich um an der Columbia University Kunstgeschichte zu studieren. Gleich am ersten Abend ging er in den Club Famous Door, um Jack Teagarden und Peanuts Hucko (Klarinette) zu hören. Er spielte dort bald in Jam-Sessions, entschloss sich dann aber mit seinem Trompeter-Freund Johnny Windhurst an die Westküste in Los Angeles zu spielen.
Beim Spiel mit Musikern wie Barney Kessel und Red Norvo, Max Roach und Wardell Gray wandte er sich dort dem Bebop zu. Goodman hörte ihn dort und lud ihn ein, 1948 als Solist in seinem Septett zu spielen. Nach Joachim Ernst Berendt konnte er es durchaus mit Goodman aufnehmen, nach anderen Beobachtern hatte er noch technische Schwierigkeiten und konnte z. B. nicht sehr gut vom Blatt spielen. Die Aufnahmen mit dem Goodman Septett sind 1980 als „Swedish pastry“ rausgekommen nach Live-Aufnahmen (mitgeschnittene Radioübertragungen) im „Click“ in Philadelphia. Goodman hatte ihn nach Collier wohl geholt, um einen Bebop-Kontrast zu bekommen. Er ging noch kurz mit Goodman auf Tournee, es war aber nach Collier keineswegs sicher, dass er ihn in seine geplante Bebop-orientierte Big Band aufnehmen wollte.
Seine hoffnungsvolle Karriere wurde kurz darauf durch einen Autounfall in Illinois beendet. Da er nur ein Touristenvisum hatte, musste er ab und zu die USA verlassen und fuhr in Richtung Mexiko. Die Mitfahrer June Eckstine und (auf dem Rücksitz) ihr Chauffeur Bob Redcross kamen nur leicht verletzt davon. Hasselgard dagegen wurde aus dem Auto geschleudert und starb. Vermutlich lag ein Einschlafen am Steuer vor. Unklar war aber, wer gefahren hatte. Begraben liegt er in Bollnäs im Familiengrab von John Larson.
1983 entstand in Schweden der Dokumentarfilm Die Stan Hasselgard Story von Jonas Sima (u. a. mit Interviews von Goodman, June Eckstine, Buddy DeFranco, Billy Bauer). Er spekuliert darin, dass sich June Eckstine von ihrem Mann trennen und vielleicht Hasselgard in Las Vegas heiraten wollte. June Eckstine war die Ehefrau von Billy Eckstine, eine Sängerin, die z. B. 1945 mit Dizzy Gillespie in den Südstaaten tourte, und später Maklerin.
2002 erhielt er posthum den schwedischen Django d’Or.

## Diskographie (unvollständig)
- Stockholm Blues 1947 (Dragon Records) mit Bob Laine, Gösta Törner
- 6 Titel auf Classic Capitol Jazz Sessions (Mosaic) mit Red Norvo, Barney Kessel – 1947
- At Click 1948 (Dragon Records, 1948) mit Benny Goodman, Teddy Wilson, Wardell Gray, früher auch als Swedish Pastry veröffentlicht, nach dem Titel eines der Stücke
- Cottontop (1946–1948, Dragon Records)
- The Permanent Hasselgard (Phontastic, 1945–48)